# Benedetto Buglioni
Benedetto Buglioni (Florència, entre el 20 de desembre de 1459 i el 21 de març de 1460 - 7 de març de 1521) va ser un escultor italià, especialitzat en obres de terracota vidriada.

## Biografia
Buglioni va néixer a Florència, fill del també escultor Giovanni di Bernardo. Benedetto Buglioni es va formar en el taller d'Andrea della Robbia, que l'instrueix sobre diverses tècniques de terracota vidriada. Gràcies a una tècnica més ràpida i menys acabada, va aconseguir reduir els costos de la producció ceràmica vidriada, obtenint encàrrecs importants com el fris de l'Opere della Misericordia a l'Ospedale del Ceppo de Pistoia, realitzat en gran part pel seu nebot, Santi Buglioni.
A principis de la dècada de 1480, Buglioni i el seu germà van obrir el seu propi estudi, i van treballar conjuntament per a diverses esglésies de la zona. Això inclou obres per a l'església d'Ognissanti a Florència, l'església de San Pietro a Radicofani i l'Església de Santa Lucia a Settimello a Calenzano.